# Natuurpark Sierra de Grazalema

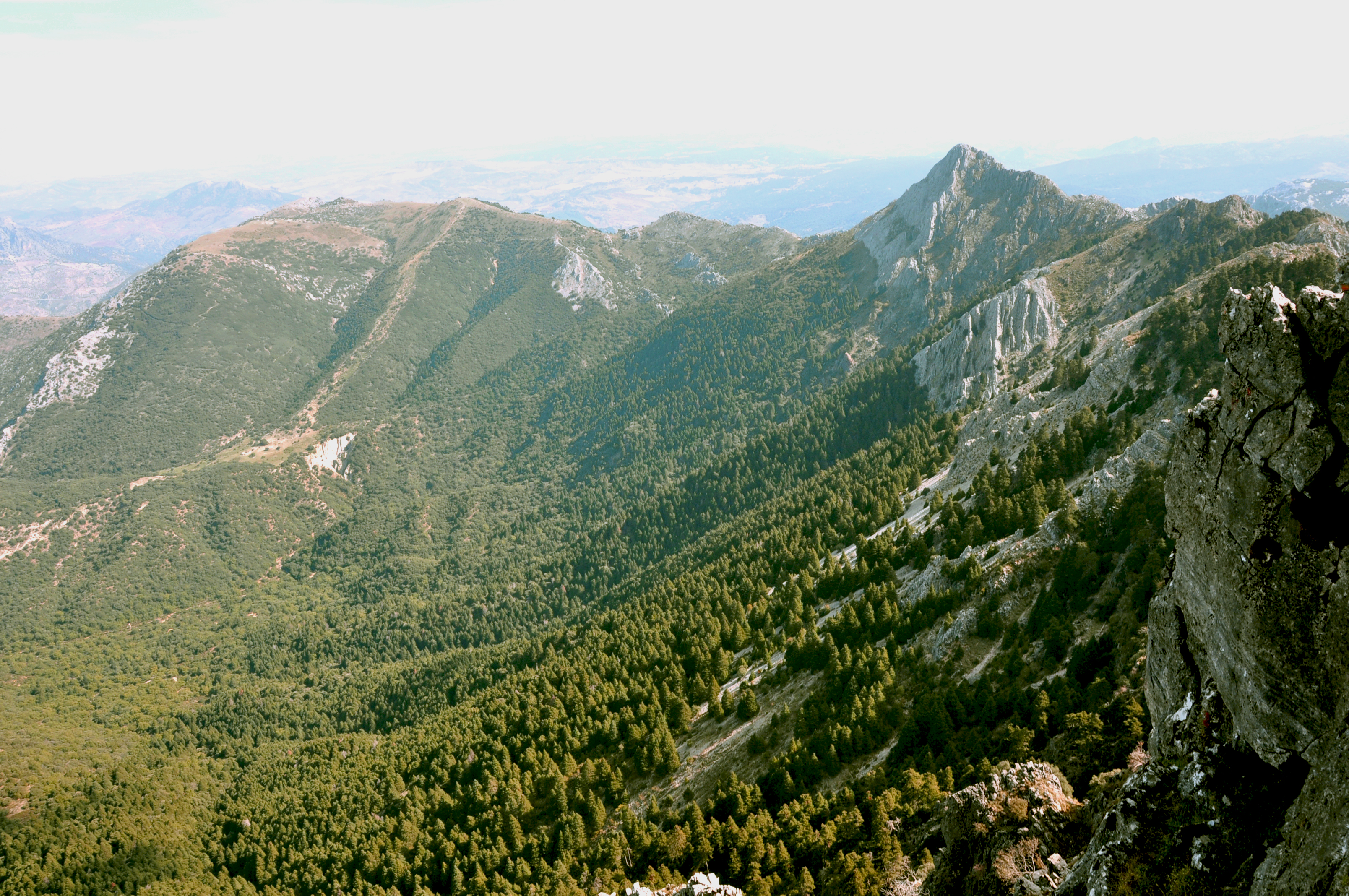

Het Natuurpark Sierra de Grazalema (Spaans: Parque natural de la Sierra de Grazalema) is een natuurpark in Andalusië in Spanje. Het natuurpark werd opgericht in 1985 en is 53411 hectare groot. Het natuurpark omvat het beboste Grazalemagebergte met als hoogste top de Torreón (1648 meter). In het park komt aasgier en vale gier voor. 